# Mitch Marner
Mitchell "Mitch" Marner, född 5 maj 1997 i Markham i Ontario, är en kanadensisk professionell ishockeyforward som spelar för Vegas Golden Knights i NHL.
Marner har tidigare spelat för Toronto Maple Leafs i NHL och London Knights i OHL.
Marner draftades av Toronto Maple Leafs i den första rundan i 2015 års draft som fjärde spelare totalt.

## Statistik
| 2012–2013  | Don Mills Flyers      | GTHL       | 55  | 41  | 45  | 86  | 34  | —  | —  | —  | —  | —  |
|            | St. Michael's Buzzers | OJHL       | 6   | 1   | 3   | 4   | 0   | 14 | 3  | 1  | 4  | 0  |
| 2013–2014  | London Knights        | OHL        | 64  | 13  | 46  | 59  | 24  | 9  | 3  | 6  | 9  | 4  |
| 2014–2015  | London Knights        | OHL        | 63  | 44  | 82  | 126 | 53  | 7  | 9  | 7  | 16 | 8  |
| 2015–2016  | London Knights        | OHL        | 57  | 39  | 77  | 116 | 68  | 18 | 16 | 28 | 44 | 8  |
| 2016–2017  | Toronto Maple Leafs   | NHL        | 77  | 19  | 42  | 61  | 38  | 6  | 1  | 3  | 4  | 0  |
| 2017–2018  | Toronto Maple Leafs   | NHL        | 82  | 22  | 47  | 69  | 26  | 7  | 2  | 7  | 9  | 4  |
| 2018–2019  | Toronto Maple Leafs   | NHL        | 82  | 26  | 68  | 94  | 22  | 7  | 2  | 2  | 4  | 2  |
| 2019–2020  | Toronto Maple Leafs   | NHL        | 59  | 16  | 51  | 67  | 16  | 5  | 0  | 4  | 4  | 2  |
| 2020–2021  | Toronto Maple Leafs   | NHL        | 55  | 20  | 47  | 67  | 20  | 7  | 0  | 4  | 4  | 4  |
| 2021–2022  | Toronto Maple Leafs   | NHL        | 72  | 35  | 62  | 97  | 16  | 7  | 2  | 6  | 8  | 2  |
| 2022–2023  | Toronto Maple Leafs   | NHL        | 80  | 30  | 69  | 99  | 28  | 11 | 3  | 11 | 14 | 2  |
| 2023–2024  | Toronto Maple Leafs   | NHL        | 69  | 26  | 59  | 85  | 18  | 7  | 1  | 2  | 3  | 2  |
| 2024–2025  | Toronto Maple Leafs   | NHL        | 81  | 27  | 75  | 102 | 14  | 13 | 2  | 11 | 13 | 2  |
| NHL totalt | NHL totalt            | NHL totalt | 657 | 221 | 520 | 741 | 198 | 70 | 13 | 50 | 63 | 20 |
| OHL totalt | OHL totalt            | OHL totalt | 184 | 96  | 205 | 301 | 145 | 34 | 28 | 41 | 69 | 20 |

### Internationellt
| Källa: Uppdaterad: 2025-07-01 | Källa: Uppdaterad: 2025-07-01 | Källa: Uppdaterad: 2025-07-01 |         | Utv = Utvisningsminuter | Utv = Utvisningsminuter | Utv = Utvisningsminuter | Utv = Utvisningsminuter | Utv = Utvisningsminuter |
| År                            | Lag                           | Mästerskap                    | Matcher | Mål                     | Assists                 | Poäng                   | Utv                     |                         |
| ----------------------------- | ----------------------------- | ----------------------------- | ------- | ----------------------- | ----------------------- | ----------------------- | ----------------------- | ----------------------- |
| 2014                          | Kanada                        | Ivan Hlinka                   | 5       | 2                       | 5                       | 7                       | 6                       |                         |
| 2016                          | Kanada                        | JVM                           | 5       | 4                       | 2                       | 6                       | 4                       |                         |
| 2017                          | Kanada                        | VM                            | 10      | 4                       | 8                       | 12                      | 8                       |                         |
| 2025                          | Kanada                        | 4 Nations                     | 4       | 1                       | 2                       | 3                       | 0                       |                         |
| Junior totalt                 | Junior totalt                 | Junior totalt                 | 10      | 6                       | 7                       | 13                      | 10                      |                         |
| Senior totalt                 | Senior totalt                 | Senior totalt                 | 14      | 5                       | 10                      | 15                      | 8                       |                         |